# Max Webster
Pour les articles homonymes, voir Webster.
Max Webster était un groupe rock canadien qui a connu plusieurs succès à la fin des années 1970. Kim Mitchell en était le leader, le guitariste et chanteur. Dans les années 1960 à Sarnia, le groupe s'est d'abord appelé The Grass Company, The Quotations, Big Al's Band et ZOOOM. Ils ont finalement optés pour "Max Webster" en 1973. 

## Biographie
Les membres originaux étaient le guitariste et chanteur Kim Mitchell, le claviériste Terry Watkinson, le bassiste Mike Tilka et le batteur Paul Kersey. Mitchell et le parolier Pye Dubois ont écrit la majorité de leur matériel. Au cours de son mandat avec le groupe, Watkinson a également écrit une à trois chansons par album.
Kersey a quitté le groupe après leur premier album éponyme de 1976, et a été remplacé par Gary McCracken. Après avoir enregistré et tourné pour leur deuxième album, High Class in Borrowed Shoes (1977), Tilka suivra le mouvement et quittera le groupe, remplacé par Dave Myles. Myles avait joué avec Mitchell dans une série de groupes pré-Max Webster, tous basés dans la ville natale de Mitchell et Myles, Sarnia, en Ontario.
Le troisième album de Max Webster, Mutiny Up My Sleeve (1978), a été produit par le groupe et Terry Brown en collaboration avec leur ancien bassiste Mike Tilka (qui se concentrait alors sur une carrière de production), et comprenait le Mitchell / Watkinson / McCracken / Composition de Myles. Cette formation durera tout au long de leur quatrième album, A Million Vacations, et d'un album live subséquent, Live Magnetic Air, tous deux sortis en 1979.
Bien que leurs albums soient devenus des incontournables de la radio FM au Canada, A Million Vacations a été le premier album de Max Webster à générer des singles à succès qui sont apparus dans le top 100 canadien. Le premier hit du groupe était "Let Go the Line", écrit et chanté par Terry Watkinson et a culminé au n ° 41 sur les charts canadiens. Le single qui a suivi "A Million Vacations" a été écrit par McCracken / Dubois, chanté par McCracken, et a culminé au n ° 80 au Canada. Le troisième et dernier single de l'album, "Paradise Skies" était une composition Mitchell / Dubois chantée par Mitchell, et a été un succès mineur au Canada (numéro 21) et au UK Singles Chart (numéro 43). 
Avec une certaine reconnaissance internationale étant arrivée, Max Webster a ensuite fait une tournée en Europe auprès de foules assez importantes en 1979. Cependant, leur élan de carrière a été stoppé lorsque le label américain du groupe Capitol Records a refusé de financer une tournée. Au moment où le groupe est revenu en Europe plus d'un an plus tard, leur single n'était plus dans les charts et la tournée a dû être annulée en raison de la mauvaise vente de billets par manque de promotion.
Avant l'enregistrement du cinquième et dernier album studio du groupe, Universal Juveniles (1980), Watkinson  quitté le groupe. Cela a amené le groupe a devenir un trio formé de Mitchell, McCracken et Myles (Mitchell était donc le seul membre original du groupe). Universal Juveniles a été enregistré avec l'aide de divers musiciens de session; la chanson "Battle Scar" a été enregistrée en direct avec les trois membres de Rush jouant aux côtés de Max Webster.
Myles a quitté le groupe presque immédiatement après l'enregistrement de l'album. Max Webster a tourné un peu plus longtemps avec une formation révisée avant que Kim Mitchell ne décide de dissoudre le groupe, après avoir joué un concert pour soutenir Rush à Memphis Tennessee en avril 1981.

## Héritage et retrouvailles
Le groupe était des amis proches des collègues musiciens canadiens Rush. Dans une interview de 1979, le bassiste et chanteur de Rush, Geddy Lee, a déclaré qu'il aimait leur musique et que les deux groupes faisaient souvent des tournées ensemble dans les années 1970.
Bien qu'il ait réussi au Canada, Max Webster n'a pu obtenir beaucoup de succès ailleurs. "Paradise Skies" a été un succès mineur au Royaume-Uni, atteignant le 43e rang du classement des singles. Ils sont également apparus dans le cadre de l'émission télévisée Top of the Pops en 1979, jouant sur une bande sonore préenregistrée qu'ils ont préalablement réalisée aux studios Abbey Road. Cependant, la carrière solo de Kim Mitchell a atteint un public beaucoup plus large et il a gagné en popularité au-delà du Canada au cours des années 1980.
Parmi les faits saillants de la carrière du groupe, mentionnons leurs spectacles du Nouvel An au Maple Leaf Gardens de Toronto. Geddy Lee a rejoint le groupe sur scène pour chanter et jouer la basse Rickenbacker pour Battle Scar le 31 décembre 1980, lorsque le groupe était à la tête des charts au Canada.
Le groupe s'est réuni en 1990 pour un concert aux Toronto Music Awards, avec la formation Mitchell / Watkinson / Tilka / McCracken. Max Webster a ensuite continué à donner des concerts de manière occasionnelle tout au long des années 1990, avec le collaborateur de longue date de Mitchell, Peter Fredette, qui a rejoint le groupe en tant que bassiste à la place de Tilka.
Max Webster s'est réuni pour le concert du 30e anniversaire de la station radiophonique Q107 et le spécial radio en direct le jeudi 24 mai 2007, à The Docks à Toronto. Pendant le concert unique, le groupe a joué un ensemble de leurs tubes (Oh War!, The Party, Waterline, Let Go The Line, Toronto Tontos, Diamonds Diamonds, High Class In Borrowed Shoes, A Million Vacations, In Context Of The Moon, Paradise Skies, Charmonium" et Battle Scar',' avec Hangover en rappel). La gamme classique de Max Webster a été présentée, de l'ère High Class in Borrowed Shoes : Kim Mitchell, Terry Watkinson, Mike Tilka et Gary McCracken (qui a chanté A Million Vacations, avec le batteur Robert Sibony à la batterie pour l'air). Le copain de longue date de Kim Mitchell Peter Fredette a rejoint le groupe sur scène. pour chanter en lieu et place de Geddy Lee sur Battle Scar.
De 2004 à août 2015, Kim Mitchell a organisé le créneau de conduite de l'après-midi en semaine (de 14 h à 18 h) sur Q107 (107,1) à Toronto, en Ontario. 
Dans les années 1990, Watkinson et Tilka ont formé le groupe The Antlers, jouant des chansons de Max Webster et des reprises rock classiques. Le groupe a continué pendant plus de 20 ans, jouant à divers endroits dans le sud de l'Ontario. 
Gary McCracken enseigne la musique dans sa ville natale de Sarnia, en Ontario. 
RockCandy Music Music en Angleterre a réédité les trois premiers albums de Max Webster.
En 2017, un coffret appelé The Party a été publié par Anthem Records sur vinyle, disque compact et formats numériques. La sortie comprenait des versions remastérisées de toutes les sorties du groupe, des chansons live et studio inédites ainsi que le long EP solo de Kim Mitchell aujourd'hui épuisé. L'ensemble de vinyle comprend un livre, une affiche et un autocollant.

## Discographie
- Albums studios :
- 1975 : Max Webster
- 1977 : High Class in Borrowed Shoes
- 1978 : Mutiny Up My Sleeve
- 1979 : A Million Vacations
- 1980 : Universal Juveniles
- 1981 : Diamonds Diamonds

Album live :
- 1979 : Live Magnetic Air

Compilation :
- 1989 : The Best of Max Webster